# (RED) Christmas EP
(RED) Christmas är en EP av det amerikanska rockbandet The Killers, som innehåller deras årliga julsinglar från 2006 till 2011. En del av intäkterna från försäljningen av (RED) Christmas gick till Product Reds kampanj, ledd av  Bobby Shriver och sångaren i U2, Bono.

## Låtlista
| Nr           | Titel                                                                       | Kompositör                                          | Längd |
| ------------ | --------------------------------------------------------------------------- | --------------------------------------------------- | ----- |
| 1.           | A Great Big Sled (med Toni Halliday)                                        | The Killers                                         | 4:18  |
| 2.           | Don't Shoot Me Santa (med Ryan Pardey som Jultomten)                        | The Killers                                         | 4:03  |
| 3.           | Joseph, Better You Than Me (med Elton John och Neil Tennant)                | Brandon Flowers, Elton John och Neil Tennant        | 4:51  |
| 4.           | ¡Happy Birthday Guadalupe! (med Wild Light och Mariachi El Bronx)           | The Killers, Wild Light och Mariachi El Bronx       | 4:33  |
| 5.           | Boots (med dialog från Livet är underbart)                                  | The Killers                                         | 5:27  |
| 6.           | The Cowboys' Christmas Ball (Texten tagen från en dikt 1890 med samma namn) | Michael Martin Murphey, William Lawrence Chittenden | 3:30  |
| Total längd: | Total längd:                                                                | Total längd:                                        | 26:42 |